# Текла, Маријамна, Марта, Марија и Ената
Светих пет девојака мученица Текла, Маријамна, Марта, Марија и Ената, пет мученица из Персије, познате и као Пет сестара из Персије или Пет девица из Персије, је група девојака хришћанки за које се верује да су страдале за време владавине персијског цара Шапура II (309-379).

## Биографија
Житије о пет персијских мученица познати су из сиријских и грчких извора. Према житију пет девојака је живело у близини села Адза Сасанидско царство. Оне су биле монахиње или, су живеле монашким животом, у чедности и молитви; у неким записима су описане као девице. Веровало се да су под духовним вођством извесног Павла, за кога се говорило да је био и свештеник, али и богат и похлепан човек. Пет хришћанки су наводно поделиле сву своју имовину и повериле му је, али је он одлучио да све задржи за себе.
Персијанци су постали свесни Павловог богатства, које је осудио човек по имену Нерсес, и претили су да ће их све убити ако се не одрекну своје вере у Исуса Христа. Павле је то прихватио и тако стао на страну прогонитеља. Девице су одбиле да се одрекну своје хришћанске вере и биле су погубљене од стране Персијанаца и Павла.
Православна црква помиње светих пет девојака 26. септембра.